# Chinteni (gmina)
Chinteni – gmina w Rumunii, w okręgu Kluż. Obejmuje miejscowości Chinteni, Deușu, Feiurdeni, Măcicașu, Pădureni, Satu Lung, Săliștea Veche, Sânmărtin i Vechea. W 2011 roku liczyła 3065 mieszkańców.